# Arctornis brunnescens
Arctornis brunnescens är en fjärilsart som beskrevs av Holloway 1999. Arctornis brunnescens ingår i släktet Arctornis och familjen tofsspinnare. Inga underarter finns listade i Catalogue of Life.